# Siro Imber
Siro Imber (* 19. Dezember 1982 in Basel) ist ein Schweizer Politiker der FDP. Er war von 2006 bis 2015 Landrat des Kantons Basel-Landschaft (Kantonales Parlament), Mitglied des Bürgerrates der Bürgergemeinde Allschwil (Exekutive) und Einwohnerrat der Einwohnergemeinde Allschwil (Kommunales Parlament). 
Imber wuchs in Allschwil auf und besuchte dort die Primarschule und das Progymnasium. In Oberwil BL absolvierte er das Gymnasium und schloss mit der Wirtschaftsmatura ab. 2009 beendete er sein Studium der Rechtswissenschaften an der Juristischen Fakultät der Universität Basel mit dem Lizentiat.
In seiner Vergangenheit bekleidete Imber von 2003 bis 2006 das Amt des Präsidenten der Jungfreisinnigen Baselland und war von 2000 bis 2002 Mitglied des Jugendrates Baselland. Von 2005 bis 2007 gehörte er als Chefredaktor der Baselbieter Post der Parteileitung der FDP Baselland an.
2003 und 2007 kandidierte er erfolglos für den Nationalrat.